# Antonie Pannekoek
Antonie (Anton) Pannekoek, nizozemski astronom in sociolog, * 2. januar 1873, Vaassen, Nizozemska, † 28. april 1960, Wageningen, Nizozemska.
Pannekoek je znan tako po preučevanju krajevne Galaksije kot marksistični teoretik.
Po njem se imenuje udarni krater Pannekoek na Luni in asteroid 2378 Pannekoek.